# América Alonso
María Golajovski Zaicev de Farias (Kruševac, Yugoslavia, 4 de diciembre de 1936-Miami, Estados Unidos, 14 de mayo de 2022), más conocida como América Alonso, fue una actriz venezolana. Tuvo una trayectoria artística de más de cuatro décadas, actuando en telenovelas, en el teatro y en películas.

## Carrera
Fue la hija única de inmigrantes de la Revolución Rusa, una cantante de ópera y un ingeniero industrial. Durante la Segunda Guerra Mundial y la invasión nazi al país, ella y su familia fueron recluidas en un campo de concentración. Su padre falleció antes de que cumpliera siete años. En 1948 emigró a Venezuela, donde cursó estudios de primaria en el colegio Nuestra Señora de Guadalupe en Sabana Grande, Caracas. A pocos metros del colegio, en la escuela arte escénico, canalizó su interés artístico mediante la actriz y maestra teatral Juana Sujo, con quien también mejoró su español.
Empezó su formación en la radio; después, tuvo su debut teatral con Nuestra Natacha de Alejandro Casona en 1952 y trabajó en el Teatro del Pueblo,, y luego en la televisión, en la Televisora Nacional de Venezuela. Posteriormente, en 1953, participó en el lanzamiento de Radio Caracas Televisión (RCTV), con Los Gavilanes. Su primer contrato fue por 800 bolívares mensuales. En RCTV le sugirieron adoptar el nombre de América, por su destino de emigración, y cambiar su apellido yugoslavo por el de la bailarina cubana Alicia Alonso.
Uno de sus roles más destacados fue en la película Cangrejo, dirigida por Román Chalbaud, además de La Gata Borracha; Una noche oriental, de Miguel Curiel; y Seguro está el infierno, de José Alcalde. Entre su participaciones en producciones de televisión están Sopotocientos, La Cruz del Diablo, Sangre Indómita, Soledad, La Loba, Cumbres Borrascosas y El Escándalo. También colaboró con el director teatral Daniel Uribe Osío.

## Filmografía

### Teatro
| Año  | Título                   | Director / Escritor                   |
| ---- | ------------------------ | ------------------------------------- |
| 1952 | Nuestra Natacha          | Alejandro Casona                      |
|      | Adiós pues, Caracas      | José Gabriel Núñez                    |
|      | Don Mendo 71             | adaptación de Miguel Otero Silva      |
| 1958 | Réquiem para un eclipse  | Román Chalbaud                        |
| 1959 | Volpone                  | Ben Johnson                           |
| 1959 | Chúo Gil                 | Arturo Uslar Pietri                   |
| 1967 | Los ángeles terribles    | Román Chalbaud                        |
|      | Lejano Oriente           | Isaac Chocrón                         |
|      | Hedda Gabler             | Henrik Ibsen                          |
|      | María Estuardo           | Friedrich Schiller                    |
|      | Juanbimbada              | Andrés Eloy Blanco                    |
|      | La valija                | Julio Mauricio                        |
|      | El acompañante           | José Ignacio Cabrujas / Isaac Chocrón |
|      | Corazón solitario        | Ugo Ulive / Franz Xaver Kroetz        |
|      | El Viejo grupo           | Román Chalbaud                        |
|      | Lo que dejó la tempestad | César Rengifo / Carlos Giménez        |

### Cine
| Año  | Obra                    | Director         |
| ---- | ----------------------- | ---------------- |
| 1956 | Tambores en la colina   | César Henríquez  |
| 1957 | Papalepe                | Antonio Graziani |
| 1958 | Me importa poco         | Miguel Morayta   |
| 1982 | Cangrejo I              | Román Chalbaud   |
| 1983 | La gata borracha        | Román Chalbaud   |
| 1985 | Seguro está el infierno | José Alcalde     |
| 1986 | Una noche oriental      | Miguel Curiel    |

### Televisión
| Año  | Obra                         | Género            |
| ---- | ---------------------------- | ----------------- |
| 1953 | Los gavilanes                | Zarzuela          |
|      | La loca Luz Caraballo        |                   |
| 1961 | Casos y cosas de casa        | Comedia           |
| 1961 | La cruz del diablo           | Telenovela        |
| 1964 | Sangre Indómita              | Telenovela        |
| 1967 | Sor Alegría                  | Comedia           |
| 1969 | Soledad                      | Telenovela        |
| 1973 | La Loba                      | Telenovela        |
| 1973 | Sopotocientos                | Programa infantil |
| 1976 | Cumbres Borrascosas          | Telenovela        |
| 1977 | El Escándalo                 | Telenovela        |
| 1977 | La Historia de Laura Bronson | Telenovela        |
| 1988 | Sueño contigo                | Miniserie         |
| 1998 | Cambio de piel               | Telenovela        |

## Vida personal
Su primer matrimonio en 1959 fue con el productor y publicista Mario Bertoul. De la unión tuvo a sus hijos Roberto y Alejandro Bertoul; uno vive en Miami y el otro en Santiago de Chile. Alonso también tiene cuatro nietos. Posteriormente contrajo matrimonio con Daniel Farías, quien también se dedicó al arte teatral. América vivía con sus hijos en Miami.